# Aqylbek Muratov
Pour les articles homonymes, voir Mouratov.
Aqylbek Mouratov (en karakalpak : Ақылбек Муратов), né en 1988 dans la province de Navoï (Ouzbékistan), aussi connu sous le nom d'Aqylbek Mouratbai, est un militant karakalpak pour les droits de l'homme. 
Né en Ouzbékistan, il se fait connaître comme leader de la diaspora karakalpak vivant au Kazakhstan.

## Biographie

### Jeunesse et carrière professionnelle
Aqylbek Mouratov naît dans la ville de Kenimex, située dans la province de Navoï, en Ouzbékistan. Il fait partie d'une famille appartenant au peuple turcique des Karakalpaks. Plus tard, il émigre à Almaty, au Kazakhstan, où il s'installe avec sa femme, Indira Beïssembaïeva. Il travaille comme programmiste. 

### Actions militantes et poursuites judiciaires
Au Kazakhstan, Aqylbek Mouratov devient un leader communautaire au sein de la diaspora karakalpak du pays, dont beaucoup vivent dans le pays après avoir fui les persécutions en Ouzbékistan. Voulant renforcer les liens entre les Karakalpaks à travers le pays, Aqylbek Mouratov et Koshkarbaï ToreMouratov créent un groupe qui réunit la diaspora vivant à Almaty et soutient les dissidents qui souhaitaient quitter l'Ouzbékistan, ainsi que ceux vivant déjà au Kazakhstan.
Le 15 février 2024 vers 22 h, Aqylbek Mouratov est arrêté par la police locale à Almaty, à la demande des autorités ouzbèkes. L'organisation Freedom for Eurasia rapporte plus tard que les policiers étaient dirigés par un officier ouzbek,. La semaine précédente, Aqylbek Mouratov a été invité à un entretien volontaire avec la police kazakhe, mais n'a pas pu y assister. Son arrestation a lieu un an après que quatre militants karakalpak ont été arrêtés au Kazakhstan, à la demande de l'Ouzbékistan.  
Le 15 février 2024, Freedom for Eurasia publie une déclaration condamnant l'arrestation d'Aqylbek Mouratov et appelant les autorités kazakhes à protéger ses « droits fondamentaux » et à le libérer immédiatement. L'ONG Front Line Defenders accuse le gouvernement ouzbek de cibler Mouratov en raison de son engagement en faveur des droits humains. Le Bureau international des droits de l'homme du Kazakhstan annonce qu'il fournira au militant une assistance juridique pour contester devant la justice son extradition. La rapporteure spéciale des Nations unies, Mary Lawlor, appelle l'Ouzbékistan à autoriser Aqylbek Mouratbai à engager un avocat. Elle demande également la libération du militant. 
Le 17 février, après avoir comparu devant le tribunal, Mouratov est transféré dans un centre de détention temporaire à Almaty pour une période initiale de 40 jours. L'avocate du militant, Inara Massanova, affirme avoir été empêchée d'assister à l'audience. Le 23 février, Aqylbek Mouratov se voit accorder le statut de demandeur d'asile par le gouvernement kazakh. Le 20 mars, un tribunal d'Almaty prolonge sa détention provisoire jusqu'en février 2025. 